# Lo stallone selvaggio
Lo stallone selvaggio (King of the Wild Stallions) è un film del 1959 diretto da R.G. Springsteen.
È un film western a sfondo avventuroso statunitense con George Montgomery, Diane Brewster e Edgar Buchanan.

## Trama
Martha Morse, rimasta vedova, deve pagare 500 dollari per avere la disponibilità di un territorio in cui pascolano le sue mandrie di cavalli. I suoi amici non riescono a mettere insieme la somma e lei è costretta a chiedere un prestito a Orcutt, un usuraio. Questi viene contattato da Mike McGuire, un possidente del luogo che vorrebbe per sé quel pascolo, affinché rifiuti la richiesta della signora.
Tra i cavalli selvaggi che vagano nelle praterie appare un esemplare che, per il colore del mantello, viene soprannominato "Fulmine nero": McGuire offre 500 dollari a chi lo cattura e glielo porta. Intanto Randy Burke, amico di Martha e suo pretendente, riesce a ottenere da Orcutt i 500 dollari, ma sulla strada del ritorno verso la fattoria viene derubato.
Bucky, il figlio di Martha, riesce a catturare Fulmine nero e, nonostante si sia affezionato al cavallo, ha intenzione di ottenere il premio offerto da McGuire e pagare l'affitto per sua madre. Randy porta il cavallo a McGuire e scopre che costui ha già versato il denaro per l'affitto ma, mediante una verifica dello sceriffo, si scopre che i 500 dollari pagati da McGuire sono gli stessi rubati a Randy. McGuire quindi viene arrestato e la somma viene consegnata a Martha. Bucky potrà tenersi il cavallo e Randy sposerà la vedova.

## Produzione
Il film, diretto da R.G. Springsteen su una sceneggiatura di Ford Beebe (alla sua ultima sceneggiatura cinematografica), fu prodotto da Ben Schwalb per la Allied Artists Pictures e girato nel Vasquez Rocks Natural Area Park ad Agua Dulce, California, nel marzo del 1958. Il titolo di lavorazione fu  Stallion Trail.

## Distribuzione
Il film fu distribuito con il titolo King of the Wild Stallions negli Stati Uniti dal 17 maggio 1959 al cinema dalla Allied Artists Pictures.
Altre distribuzioni:
- in Portogallo il 25 aprile 1960 (O Rei da Pradaria)
- in Germania Ovest il 5 agosto 1960 (Fest im Sattel)
- in Austria nel gennaio del 1961 (Fest im Sattel)
- in Finlandia l'11 maggio 1961 (Lännen hurjat)
- in Danimarca il 28 ottobre 1963 (Kampen om ranchen)
- in Svezia il 28 ottobre 1963 (Västerns råskinn)
- in Finlandia il 22 giugno 1973 (redistribuzione)
- in Brasile (Fúria Negra)
- in Francia (Le roi des chevaux sauvages)
- in Grecia (O mavros keravnos)
- in Italia (Lo stallone selvaggio)

## Promozione
Le tagline sono:
- When the West blazed in gun-hot death in the war on Wild Horse Mesa!
- THE COWPOKE: Bullet-hot! THE STORY: Terror-racked! THE HORSE: Maverick-wild!
- MAVERICK MEN AND WILD HORSE TERROR!